# 1804-es amerikai elnökválasztás
Az Amerikai Egyesült Államok alkotmányának előírása szerint 1804. november 2-tól, péntektől 1804. december 5-ig, szerdáig az országban elnökválasztást tartottak. A hivatalban lévő elnök, Thomas Jefferson, a Demokrata-Republikánus Párt jelöltje legyőzte a dél-karolinai föderalista jelöltet, Charles C. Pinckney-t, így második ciklusba is beiktatták. Ez az első elnökválasztás, amelyet már a tizenkettedik alkotmánymódosítás ratifikálása után tartottak, amely megreformálta az elnök és az alelnök megválasztására vonatkozó eljárásokat.
Jeffersont pártja bármiféle ellenállás nélkül újra jelölte, alelnökjelöltjeként Aaron Burr helyére George Clinton New York-i kormányzót választották. John Adams korábbi elnök visszavonulása után a föderalisták Pinckney-hez fordultak, aki az 1800-as választáson Adams alelnökjelöltjeként futott.
Jefferson bár 1800-ban szűken győzte le Adamst, széles körben népszerű volt az erős gazdaság és Louisiana Franciaországtól való megvásárlása miatt, ami megduplázta az Egyesült Államok területét. Szinte minden államot magával vitt, beleértve a föderalista Új-Angliát is. Jefferson 45,6%-kal hagyta le Pinckneyt, így az 1804-as elnökválasztás is az egyik legmagasabb szavazati különbséggel fejeződött be.

## Háttér
Bár az 1800-as elnökválasztás szorosan végződött, Jefferson hivatali ideje alatt folyamatosan egyre népszerűbbé vált. Az amerikai kereskedelem fellendült az európai franciaellenes koalíciós háborúk során az ellenségeskedés ideiglenes felfüggesztése miatt, ami a több mint 2 millió km2 területű Louisiana megvásárlásához vezetett.  

## Jelölések

### Demokrata-Republikánus Párt
| A Demokrata-Republikánus Párt jelöltjei, 1804 |                                              |
| Thomas Jefferson                              | George Clinton                               |
| elnökjelölt                                   | alelnökjelölt                                |
|                                               |                                              |
| Az Egyesült Államok elnöke (1801–1809)        | New York kormányzója (1777–1795 & 1801–1804) |

Az 1804. februári demokrata-republikánus kongresszusi jelölőgyűlés választotta ki a két jelöltet. Az előző választásoktól eltérően a jelölőgyűlés nem titokban ülésezett. Jefferson újra jelölésében egyáltalán nem volt kétség, a kérdés az volt, hogy kit jelöljön a párt Aaron Burr alelnök helyére, akinek kapcsolata Jeffersonnal megromlott. George Clintont, New York kormányzóját választották Jefferson alelnökjelöltjévé, folytatva a hagyományt, mely szerint egy virginiai és egy New York-i jelöltet indítanak.
| Elnökjelölt-szavazás eredményei | Elnökjelölt-szavazás eredményei |
| Elnökjelölt                     | Szavazat szám                   |
| ------------------------------- | ------------------------------- |
| Thomas Jefferson                | 108                             |

| Alelnökjelölt-szavazás eredményei      | Alelnökjelölt-szavazás eredményei       | Alelnökjelölt-szavazás eredményei | Alelnökjelölt-szavazás eredményei           | Alelnökjelölt-szavazás eredményei  | Alelnökjelölt-szavazás eredményei            |
| -------------------------------------- | --------------------------------------- | --------------------------------- | ------------------------------------------- | ---------------------------------- | -------------------------------------------- |
| George Clinton New York kormányzója 67 | John Breckinridge Kentucky szenátora 20 | Levi Lincoln államügyész 9        | John Langdon New Hampshire volt szenátora 7 | Gideon Granger postaügyminiszter 4 | William Maclay Pennsylvania volt szenátora 1 |

### Föderalista Párt
| A Föderalista Párt jelöltjei, 1804                 |                                                     |
| Charles C. Pinckney                                | Rufus King                                          |
| elnökjelölt                                        | alelnökjelölt                                       |
|                                                    |                                                     |
| Franciaország volt amerikai nagykövete (1796–1797) | Nagy-Britannia volt amerikai nagykövete (1796–1803) |

A föderalisták nem tartottak jelölőgyűlést, de vezetőik megállapodtak abban, hogy Charles C. Pinckney-t elnökjelöltként, Rufus Kingt pedig alelnökjelöltként indítják. Pinckney harcolt az amerikai függetlenségi háborúban és miután az ország győzelmet aratott, nemzeti jelentőséget nyert vele és a föderalisták abban reménykedtek, hogy Pinckney elnyer néhány déli szavazatot, amelyeket az előző választáson Jefferson vitt.

## A választás
Miután a föderalisták vezetője, Alexander Hamilton az Aaron Burr-el folytatott párbaja során 1804 júliusában meghalt, elvette annak reményét a föderalistáktól, hogy legyőzzék a népszerű Jeffersont. A vezető nélküli és szervezetlen föderalisták nem tudtak sok támogatást kapni Új-Anglián kívül. A föderalisták alkotmányellenesnek minősítették Louisiana megvásárlását, bírálták Jefferson ágyúnaszád-haditengerészetét és azt állították, hogy Jeffersonnak több gyermeke is született szeretőjétől, egy Sally Hemings nevű rabszolganőtől, ám a pártnak nem sikerült felpezsdítenie a Jeffersonnal szembeni ellenállást. Jefferson expanziós politikája és a kormányzati kiadások csökkentése széles körben népszerűvé tették.
Jefferson elsöprő győzelmet aratott, négy államot is elnyert az öt államból álló Új-Angliából. Pinckney csak két államot, Connecticutot és Delaware-t vitte magával. Ez az első választás, ahol a demokrata-republikánusok nyertek Marylandben, Massachusettsben, New Hampshire-ban és Rhode Islandban. Massachusetts utoljára szavazott a demokrata-republikánusokra, 1820-ig a föderalisták mellett állt. 
| Elnökjelölt                   | Párt                          | Állam                         | Szavazatok                    | Szavazatok                    | Elektor szavazat | Futótárs       | Futótárs |
| Elnökjelölt                   | Párt                          | Állam                         | Szavazat szám                 | Százalék                      | Elektor szavazat | Alelnökjelölt  | Állam    |
| ----------------------------- | ----------------------------- | ----------------------------- | ----------------------------- | ----------------------------- | ---------------- | -------------- | -------- |
| Thomas Jefferson              | Demokrata-Republikánus Párt   | Virginia                      | 104 110                       | 72,8%                         | 162              | George Clinton | New York |
| Charles C. Pinckney           | Föderalista Párt              | Dél-Karolina                  | 38 919                        | 27,2%                         | 14               | Rufus King     | New York |
| Teljes                        | Teljes                        | Teljes                        | 143 029                       | 100%                          | 176              |                |          |
| Ennyi szükséges a győzelemhez | Ennyi szükséges a győzelemhez | Ennyi szükséges a győzelemhez | Ennyi szükséges a győzelemhez | Ennyi szükséges a győzelemhez | 89               |                |          |

### Népszavazás államonként
| Állam          | Thomas Jefferson Demokrata-Republikánus | Thomas Jefferson Demokrata-Republikánus | Charles C. Pinckney Föderalista | Charles C. Pinckney Föderalista | Forrás |
|                | #                                       | %                                       | #                               | %                               |        |
| -------------- | --------------------------------------- | --------------------------------------- | ------------------------------- | ------------------------------- | ------ |
| Észak-Karolina | 1 024                                   |                                         | 1 154                           |                                 | [ 2 ]  |
| Kentucky       | 5 080                                   | 100,00%                                 | Nincs szavazat                  | Nincs szavazat                  | [ 3 ]  |
| Maryland       | 7 304                                   | 76,09%                                  | 2 295                           | 23,91%                          | [ 4 ]  |
| Massachusetts  | 29 599                                  | 53,58%                                  | 25 644                          | 46,42%                          | [ 5 ]  |
| New Hampshire  | 9 088                                   | 52,01%                                  | 8 386                           | 47,99%                          | [ 6 ]  |
| New Jersey     | 13 119                                  | 99,86%                                  | 19                              | 0,14%                           | [ 7 ]  |
| Ohio           | 2 593                                   | 87,69%                                  | 364                             | 12,31%                          | [ 8 ]  |
| Pennsylvania   | 22 081                                  | 94,69%                                  | 1 239                           | 5,31%                           | [ 9 ]  |
| Rhode Island   | 1 312                                   | 100,00%                                 | Nincs szavazat                  | Nincs szavazat                  | [ 10 ] |
| Tennessee      | 778                                     |                                         | Nincs szavazat                  | Nincs szavazat                  | [ 11 ] |
| Virginia       | 12 926                                  | 99,42%                                  | 75                              | 0,58%                           | [ 12 ] |

### Szoros eredmények
A különbség 5% alatt volt:
1. New Hampshire, 4,02% (702 szavazat)

A különbség 10% alatt volt:
1. Massachusetts, 7,16% (3 955 szavazat)

## Az elektori kollégium tagjainak kiválasztása
| Az elektorok megválasztásának módszere                                                                              | Állam                                                            |
| --- | ---------------------------------------------------------------- |
| Minden választót az állami törvényhozás nevez ki                                                                    | Connecticut Delaware Dél-Karolina Georgia New York Vermont       |
| Minden választót a választópolgárok választanak                                                                     | New Hampshire New Jersey Ohio Pennsylvania Rhode Island Virginia |
| Az állam választási körzetekre oszlik, körzetenként egy választót választanak az adott körzet választói             | Észak-Karolina Kentucky Maryland Tennessee                       |

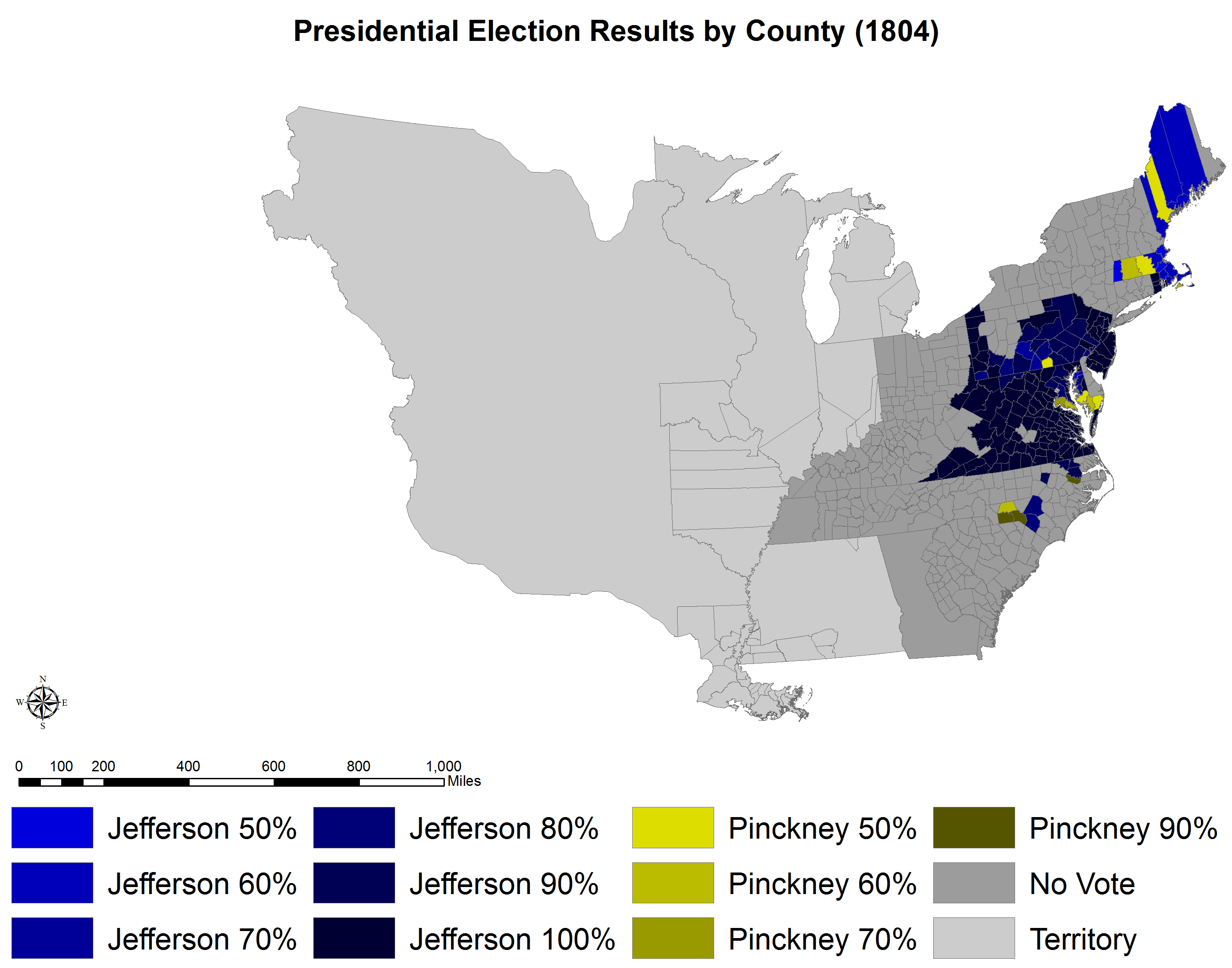
A választás eredményei megyénként

| - A választók két választót választottak - Minden kongresszusi körzet egy választót választott az állami szavazáson | Massachusetts                                                    |

## Külső linkek
- Election of 1804 in Counting the Votes Archiválva 2019. szeptember 30-i dátummal a Wayback Machine-ben.